# 胡昉
胡昉（1970年—），浙江人，毕业于武汉大学，为中华人民共和国小说家、艺术评论家和馆长，工作生活在广州和北京，他是维他命创意空间（Vitamin Creative Space）在广州和北京的馆长，他积极参加各种国际项目，包括横滨塞尔文献奖杂志。

## 作品
- 《镜花园》
- 《观心亭》
- 《新人间词话》